# FN's verdensmål
FN’s 17 verdensmål for bæredygtig udvikling for alle FN’s medlemslande blev besluttet den 2. august 2015 og formelt vedtaget 25. september 2015 til afløsning af det tidligere sæt af udviklingsmål, 2015-målene. Det skete i forbindelse med FN's generalforsamling. Mange af de vigtigste forslag i de 17 nye udviklingsmål og 169 delmål bygger på 2015-målene. Eksempelvis bygger flere af målene på udryddelse af fattigdom og sult, lighed mellem kønnene og at styrke de globale partnerskaber for udvikling. Bæredygtighedsprincippet, der reflekteres i alle de nye mål, er en overbygning på det syvende 2015-mål om bæredygtighed. En væsentlig forskel mellem de forrige og de kommende udviklingsmål er, at de nye mål inkluderer lighed både i og mellem stater (mål nr.10). Mens de forrige udviklingsmål tog sigte på de fattigste lande, er de kommende udviklingsmål universelle, gælder for alle lande og kaldes derfor for Verdensmål.

## De 17 verdensmål
Mål 1: Afskaffe alle former for fattigdom i verden.
Mål 2: Stoppe sult, opnå fødevaresikkerhed og forbedret ernæring, samt fremme bæredygtigt landbrug.
Mål 3: Sikre et sundt liv for alle og fremme trivsel for alle aldersgrupper.
Mål 4: Sikre alle lige adgang til kvalitetsuddannelse og muligheder for livslang læring.
Mål 5: Opnå ligestilling mellem kønnene og styrk alle kvinders og pigers rettigheder og muligheder.
Mål 6: Sikre at alle har adgang til vand og sanitet og at dette forvaltes bæredygtigt.
Mål 7: Sikre at alle har adgang til pålidelig, bæredygtig og moderne energi til en overkommelig pris.
Mål 8: Fremme vedvarende, inklusiv og bæredygtig økonomisk vækst, fuld og produktiv beskæftigelse, samt anstændigt arbejde for alle.
Mål 9: Bygge robust infrastruktur, fremme inklusiv og bæredygtig industrialisering og understøtte innovation.
Mål 10: Reducer ulighed i og mellem lande.
Mål 11: Gøre byer, lokalsamfund og bosættelser inkluderende, sikre, robuste og bæredygtige.
Mål 12: Sikre bæredygtige forbrugs- og produktionsformer.
Mål 13: Handle hurtigt for at bekæmpe klimaforandringer og deres konsekvenser.
Mål 14: Bevare og sikre bæredygtigt brug af verdens have og deres ressourcer.
Mål 15: Beskytte, genoprette og støtte bæredygtig brug af økosystemer på land, bekæmpe ørkendannelse, standse udpining af jorden og tab af biodiversitet.
Mål 16: Støtte fredelige og inkluderende samfund. Give alle adgang til retssikkerhed og opbygge effektive, ansvarlige og inddragende institutioner på alle niveauer.
Mål 17: Styrke det globale partnerskab for handling og øg midlerne til at nå målene.

## Danmark
Ifølge Udenrigsministeriet vil Danmark sætte særligt fokus på følgende udvalgte prioritetsområder, som vil blive nærmere fastlagt under hensyntagen til udviklingen i den internationale proces:
- Bæredygtig udvikling, herunder særligt vand og energi, samt inklusiv grøn økonomi og vækst, herunder ressourceeffektivitet.
- Ligestilling og kvinder og pigers rettigheder, herunder seksuel og reproduktiv sundhed og rettigheder, i tråd med den mangeårige stærke danske indsats på dette område.
- Uddannelse som afgørende element i at sikre udvikling og ligestilling, bl.a. i lyset af Danmarks stærke støtte til uddannelse og engagement i generalsekretærens ”Education First” initiativ[6].
- Konfliktforebyggelse og statsopbygning i skrøbelige stater i tråd med Danmarks stærke engagement såvel udenrigs-, sikkerheds- og udviklingspolitisk i skrøbelige stater.

Regeringen udsendte i juni 2021 en opdateret handlingsplan for FN’s verdensmål der  sætter klare mål for den nationale indsats for at skabe et mere bæredygtigt og lige samfund.

## Eksterne Henvisninger
- Verdensmål.org - Danmarks officielle Verdensmålsportal Arkiveret 5. maj 2020 hos  Wayback Machine
- Danida: Post 2015 - De nye globale udviklingsmål Arkiveret 26. september 2015 hos  Wayback Machine
- Danida: Sådan vil Danmark gerne præge de nye FN-mål for verdens udvikling, ? 2015 Arkiveret 27. september 2015 hos  Wayback Machine
- UNDP’s danske hjemmeside Arkiveret 10. juni 2005 hos  Wayback Machine
- De Forenede Nationers Regionale Informationskontor (UNRIC): Bæredygtige Udviklingsmål Arkiveret 2. juli 2015 hos  Wayback Machine
- Globalnyt: De 17 verdensmål - en oversigt, 4. aug.2015 (De 169 delmål er medtaget på engelsk) (Webside ikke længere tilgængelig)
- Globalnyt: FN-mål - I 2030 vil ingen blive ladt i stikken, 9. aug. 2015 Arkiveret 4. marts 2016 hos  Wayback Machine
- DIIS Impact: FN’s bæredygtige udviklingsmål - Danmark har meget at vinde ved 2030-mål, nov. 2014 Arkiveret 23. september 2015 hos  Wayback Machine
- FN-information på engelsk om de bæredygtige udviklingsmål Arkiveret 15. september 2017 hos  Wayback Machine
- Transforming our world: the 2030 Agenda for Sustainable Development Arkiveret 5. december 2017 hos  Wayback Machine
- Hvad er de 17 Verdensmål | Verdens Bedste Nyheder Arkiveret 15. oktober 2018 hos  Wayback Machine